# Széleslábú szitakötők

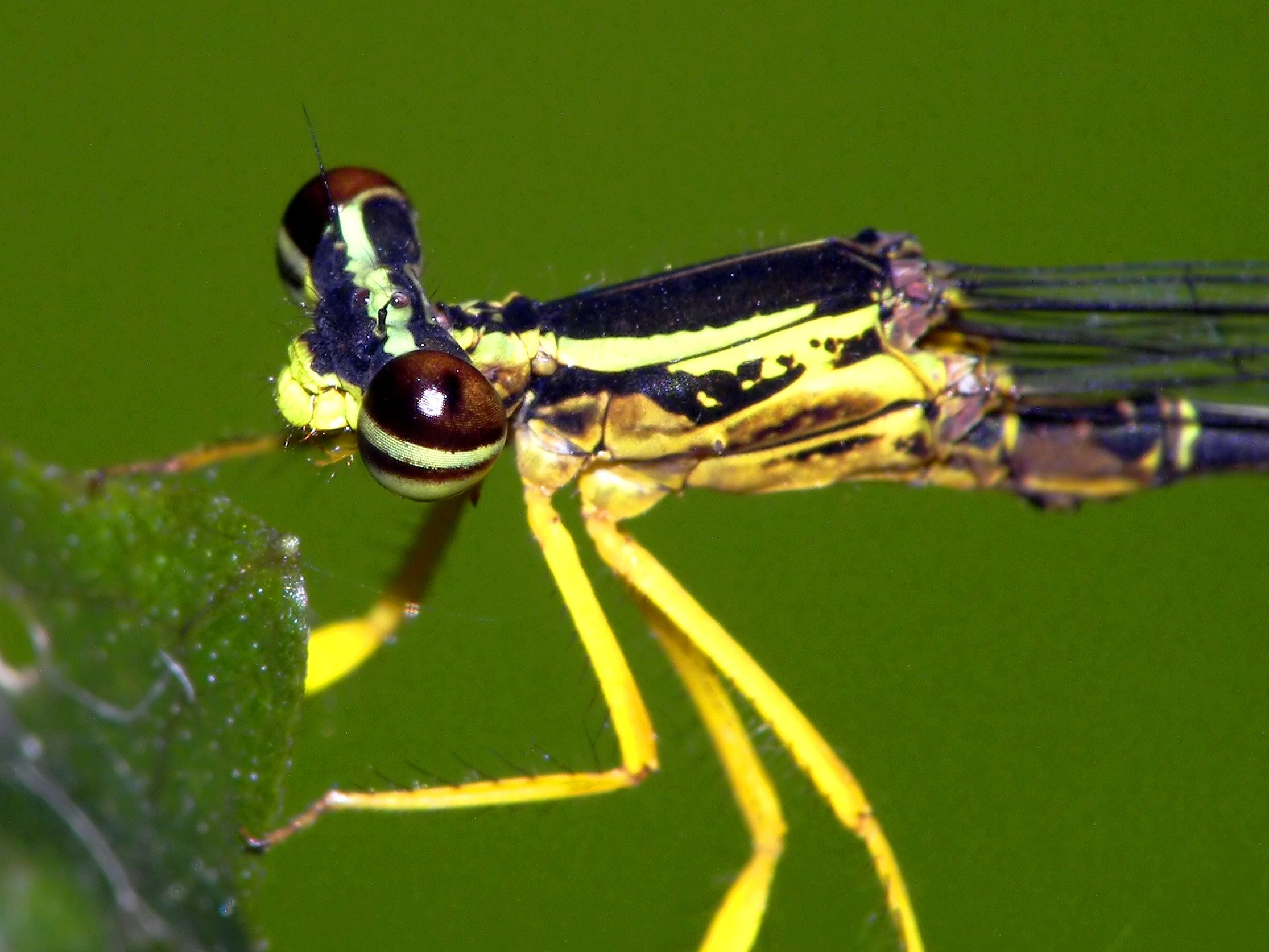
Copera marginipes

A széleslábú szitakötők (Platycnemididae) a kis szitakötők (Zygoptera) alrendbe tartozó sárkány-szitakötők (Coenagrionoidea) öregcsaládjának egyik családja.

## Megjelenésük, felépítésük
Mindkét szárnyuk töve annyira keskeny, hogy csaknem párhuzamos szegélyeik nyélszerűvé teszik őket. A szárnyak sejtjei általában négyszögletesek. Az első szárny hegye előtti, szárnyjegynek nevezett sötét folt kicsi, alatta csupán 1–1,5 sejt fér el. A második és a harmadik lábszár lemezszerűen lapos, enyhén kiszélesedő; széleiket hosszú és merev serték szegélyezik.

## Rendszerezésük
A családba az alábbi alcsaládok és nemek tartoznak:
- Calicnemiinae Fraser, 1957 alcsalád 22 nemmel:
  - Allocnemis
  - Arabicnemis
  - Asthenocnemis
  - Calicnemia
  - Coeliccia
  - Cyanocnemis
  - Idiocnemis
  - Indocnemis
  - Leptocnemis
  - Lieftinckia
  - Lochmaeocnemis
  - Mesocnemis
  - Metacnemis
  - Oreocnemis
  - Paracnemis
  - Paramecocnemis
  - Rhyacocnemis
  - Risiocnemis
  - Sinocnemis
  - Stenocnemis
  - Thaumatagrion
  - Torrenticnemis
- Platycnemidinae Tillyard, 1917 alcsalád 4 nemmel:
  - Copera
  - Denticnemis
  - Platycnemis
  - Salomoncnemis

† Palaeodisparoneurinae alcsalád (kihalt)